# ميناميراديل
ميناميراديل Menameradiel  بلدية تقع في مقاطعة فرايزلاند شمال هولندا.

## طوبوغرافيا
خريطة طوبوغرافية هولندية لبلدية ليتينسيراديل، يونيو 2015، (تقرأ بعد ثلاث نقرات على الخريطة)